# Paul Mason (diplomatico)
Sir Paul Mason (11 giugno 1904 – Retford, 14 maggio 1978) è stato un diplomatico inglese.

## Biografia
Era il figlio di Arthur James Mason e frequentò l'Eton College e il King's College (Cambridge).

### Carriera
Intraprese la carriera diplomatica nel 1928, lavorando a Bruxelles, Sofia, Praga, Ottawa e a Lisbona. È stato assistente segretario particolare del ministro degli Esteri (1934-1936), quindi segretario particolare del Sottosegretario di Stato (1936-1937). Fu assistente Sottosegretario di Stato presso il Ministero degli Esteri (1951-1954). È stato ambasciatore nei Paesi Bassi (1954-1960), allora Rappresentante permanente del Consiglio Nord Atlantico (1960-1962) e un delegato supplente al Ministro di Stato della delegazione di Ginevra sul disarmo e test nucleari (1962-1964).
In pensione, Mason era High Sheriff di Nottinghamshire (1970) e il tesoriere dell'Università di Nottingham (1972-1978).

### Morte
Nel 1938 sposò Roberta, figlia J. McDougall Lorn, ed ebbe due figli. Morì il 14 maggio 1978.